# Gualchieri
Gualchieri è un cognome di lingua italiana.

## Varianti
Vachieri, Valcareggi, Valcarenghi.

## Origine e diffusione
Il cognome è tipicamente toscano.
Potrebbe derivare dal nome proprio germanico Walchari o Walcari, latinizzato in Gualcario.
Le varianti Valcareggi e Valcarenghi sono lombarde.